# HD 220465
HD 220465，又名BD-19 6450，SAO 165672、HR 8900，是一颗位於寶瓶座的恒星，视星等为6.19，位于銀經51.13，銀緯-68.24，其B1900.0坐标为赤經23h 18m 51.7s，赤緯-19° -68.24′ 19″。